# 尼科·沃克
尼古拉斯·「尼科」·沃克（英語：Nicholas "Nico" Walker，1985年2月28日—）是一名美國作家和美國陸軍退伍軍人，曾經因搶劫銀行而入獄。他的首本半自傳小說《謝里》於2018年8月14日由克諾夫出版社出版。

## 生涯
從2005年到2006年，沃克在伊拉克擔任陸軍軍醫，執行了超過250次戰鬥任務。回歸平民生活後，他患有未診斷的創傷後壓力綜合症（PTSD），並且海洛因上癮。為了买毒品，從2010年12月開始，他於4個月內在克利夫蘭附近搶劫10間銀行。他在2011年4月被捕，2012年認罪，並被判11年徒刑。2013年，沃克在肯塔基州愛許蘭的聯邦教化所坐牢時，BuzzFeed簡要介紹了他。這件事導致與獨立媒體Tyrant Books的出版人Matthew Johnson通信往來。Johnson寄給沃克書籍，並鼓勵他選寫關於自己的生活。他花了近四年的時間寫作和重寫。
結果寫成小說《謝里》，由克諾夫出版社出版，小說講述的是「戰爭和成癮的恐怖」。在這本半自傳小說中，一名年輕人從大學輟學，入伍當兵。他回家時狀態很差，對鴉片上癮，並開始搶劫銀行。
在這本書出版的幾天之內，約瑟夫和安東尼·羅素的製片廠AGBO以100萬美元獲得電影版權，兩兄弟計劃執導和監製，劇本由潔西卡·戈德堡撰寫，湯姆·賀倫主演。電影名叫《迷途之心》，於2021年2月26日在戲院上映，並於3月12日在Apple TV+上發行。
《謝里》入圍2019年美國筆會海明威獎。

## 個人生活
沃克在拉斯維加斯、亞特蘭大和克里夫蘭長大。他輟學並在19歲時入伍當兵。沃克因在伊拉克服役而獲得了七枚獎牌和獎章。他於2019年10月提早出獄。2020年8月，《訪問》雜誌報導沃克已經與詩人Rachel Rabbit White結婚。

## 書籍作品
- 《謝里（英语：Cherry (novel)）》（Cherry）（2018年），作者：尼科·沃克 ISBN 9780525520139